# عصوية ذهبية مائية
عصوية ذهبية مائية (الاسم العلمي: Chryseobacterium aquaticum) هي نوع من البكتيريا، سلبية الغرام، تتبع جنس عصوية ذهبية.